# El Bosque (Chile)
El Bosque é uma das 32 comunas que compõem a cidade de Santiago, capital do Chile.
A comuna limita-se a norte com La Cisterna, ao sul com San Bernardo, a leste com San Ramón e La Pintana, a oeste com San Bernardo.

## Esportes
A cidade de El Bosque possuiu um clube no Campeonato Chileno de Futebol, o Club de Deportes Aviación que jogava de mandante no Estádio Reinaldo Martín Müller.